# Kappa Persei
Désignations
Kappa Persei (en abrégé κ Per) est une étoile de la constellation de Persée. Elle porte le nom traditionnel Misam. Sa magnitude apparente est de +3,8 et elle est à 112 années-lumière de la Terre.
Kappa Persei est un système triple constitué d'une étoile double spectroscopique et d'un compagnon plus éloigné. Son étoile primaire est une géante rouge de type spectral K0III